# Nsogobor
Nsogobor es una localidad ubicada en el sur de la parte continental de Guinea Ecuatorial.